# Terrace
Terrace – miasto w Kanadzie, w prowincji Kolumbia Brytyjska.